# Ngựa bạch Việt Nam

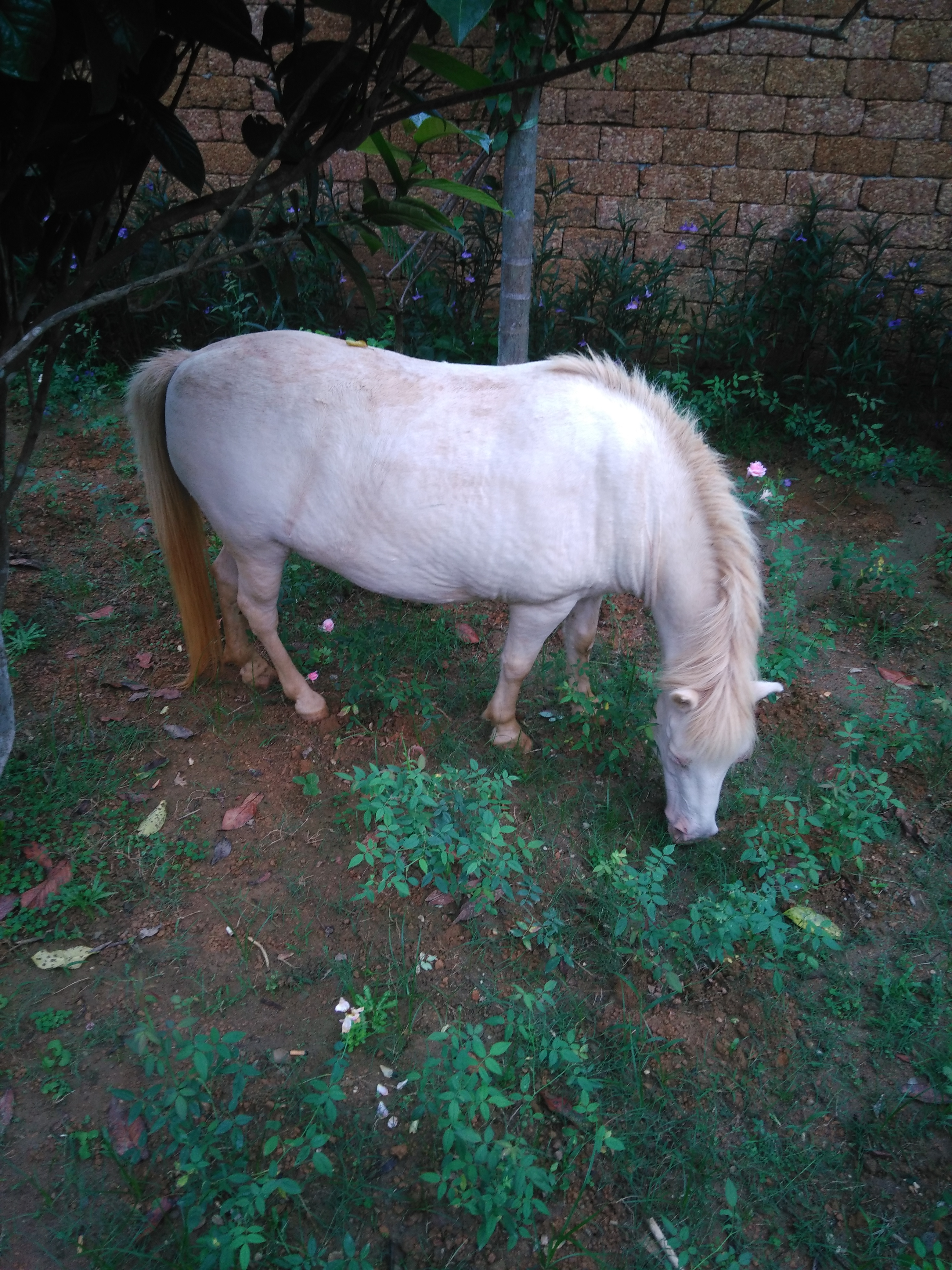
Một con ngựa bạch Việt Nam đang được nuôi tại Trung Sơn Trầm, Sơn Tây

Ngựa bạch Việt Nam hay còn gọi đơn giản là ngựa bạch (có ý chỉ về ngựa có màu lông trắng, da trắng hồng, mắt xanh da trời) là một màu ngựa xưa có ở Cao Bằng rồi được nhân nuôi rải rác ở vùng Việt Bắc Việt Nam. Ngày nay chúng được nuôi nhiều nhất ở Thái Nguyên, Bắc Giang, Lạng Sơn và Cao Bằng.
Ngựa bạch được coi là ngựa thuốc quý hiếm để nấu cao ngựa bạch. Chúng thường được sử dụng để bán lấy thịt và nấu cao, có thể dùng thịt và xương để làm thuốc chữa bệnh. Do nhiều người săn lùng ngựa bạch để nấu cao nên bà con đua nhau nuôi và gây giống, số lượng ngựa bạch đã tăng lên rất nhiều Đây là giống vật nuôi quý hiếm được nhà nước Việt Nam công nhận là một giống vật nuôi được phép sản xuất, kinh doanh tại Việt Nam, giá ngựa bạch giống bình thường từ 16 đến 20 triệu đồng một con.

## Đặc điểm

### Di truyền
Ngựa bạch là do gen bạch (gene Cr - Cream) đã được nghiên cứu kỹ, làm nhạt màu lông ngựa. Tỷ lệ ngựa bạch so với các màu ngựa khác xưa chỉ chiếm 1/100, nhưng nay đã tăng lên rất nhiều. Trong thực tế ngựa bạch có nhiều ở giống hãn huyết ở Nga, nhưng không có ở giống ngựa đua xuất xứ từ nước Anh. Ở Trung Quốc, tỷ lệ ngựa bạch vùng Tam Hà rất cao, nhưng ở Tân Cương thì rất thấp. Ở nước ta, ban đầu ngựa bạch được nhân giống giao phối cận huyết lâu dài của một quần thể ít được chọn lọc. Do việc phối giống tự nhiên là hoàn toàn ngẫu nhiên và không có sự tác động kiểm soát của con người dẫn đến mức độ cận huyết cao. Chỉ ở các Trung tâm nghiên cứu, việc quản lý đực giống và ghép đôi giao phối được kiểm soát chặt chẽ mới khống chế được yếu tố cận huyết. Trong dân gian, ngựa bạch ngày nay được lai giống với ngựa bạch có nguồn gốc Trung Quốc nên tầm vóc và sức khỏe đang được nâng cao.

### Thể vóc
Ngựa bạch có tầm vóc nhỏ, con trưởng thành chỉ nặng khoảng 150–180 kg. Chúng có ở những nông hộ nuôi nhỏ lẻ, không được chăm sóc hợp lý nên thể vóc của chúng rất nhỏ. Chúng có ngoại hình vuông đứng, chưa cân đối, cao vây thấp hơn cao khum một chút, bụng to, ngực lép. Toàn thân ngựa từ lông mình, bờm, lông đuôi, từ màu mắt đến móng chân đều trắng hoặc trắng hồng. Tai ngựa nhỏ và cuộn ống rất xinh. Da ngựa có màu trắng hồng hay hồng nhuận. Con ngươi có màu xanh da trời, trong tối soi đèn có màu đỏ rực. Cả bốn móng có màu trắng ngà. Màu da các lỗ tự nhiên như mũi, miệng, bộ phận sinh dục đều có màu hồng nhuận.
Đặc điểm màu sắc ngựa bạch cũng dễ bị nhầm với ngựa kim (gene Gr - Grey) và ngựa Trắng (gene W - White). Ngựa Kim thì có màu da đen, móng đen, và khi mới đẻ ra, chúng có màu lông Đỏ và Đen bình thường nhưng dần dần chuyển sang màu trắng sau nhiều lần thay lông. Ngựa Trắng khác ngựa bạch là chúng có màu mắt sẫm. Màu lông của chúng trắng tuyết chứ không nhiều sắc độ trắng sữa như ngựa bạch.
Mê tín ngựa bạch nấu cao và thuốc bổ mới có vài chục năm nay, nhất là sau khi Việt nam thống nhất, nhà nước cho phát triển kinh doanh tư nhân, kinh tế và đời sống nhân dân nâng cao. Trong sách thuốc Nam và thuốc Bắc, chỉ có Hổ, Gấu, Hươu, và Khỉ được nấu cao và thuốc bổ, không có Ngựa Bạch. Bây giờ nhiều người cho rằng cùng là loài ngựa, bạch hay thường thì xương thịt không khác nhau.

### Tập tính
Ngựa bạch có tác phong chậm chạp, nó chậm nhưng khỏe. Giống ngựa quý này tính vốn lì hơn ngựa thường nên bao giờ cũng có cái dáng chậm rãi. Tập tính của ngựa bạch chậm hơn ngựa thường nên mới nhìn tưởng chúng yếu sức nhưng thực ra không phải vì chúng đi lì hơn, tập tính cũng hiền hơn, chúng lành tính nên cũng ít xảy ra ẩu đả kể cả mùa động dục Chúng bệnh tật rất ít, thường chỉ mắc các bệnh thông thường như đầy hơi, chướng bụng, hoàn toàn dễ chữa khỏi. Tuy nhiên chúng thích nghi với thời tiết mùa hè kém hơn nhiều so với trâu, bò, ngựa bạch là giống không chịu được trời quá nóng
Ngựa giống 1 năm tuổi mua về chăm sóc khoảng 1 năm là bán được. Ngựa con mới đẻ chăm sóc 1 năm rưỡi đến 2 năm là bán được. Không nên nuôi quá 2 năm tuổi, vì sau đó nó hầu như không lên cân nữa, nuôi sẽ không kinh tế. Ngựa bạch và ngựa thường cứ hơn một năm đẻ một lứa một con và chỉ đẻ vào đầu năm. Vì thế, sau khi đẻ vài lứa đầu, ngựa cái đẻ trễ, nên nó nghỉ chửa, để đầu năm tới sẽ chửa vào đầu năm. Tập tính của ngựa đực không bao giờ nhảy giống ngựa mẹ. Giống ngựa nói chung rất quý chủ, nhưng không bằng chó. Bán đi vài năm, thì nó theo hẳn chủ mới, không còn lưu luyến chủ cũ như chó.

### Chế độ ăn

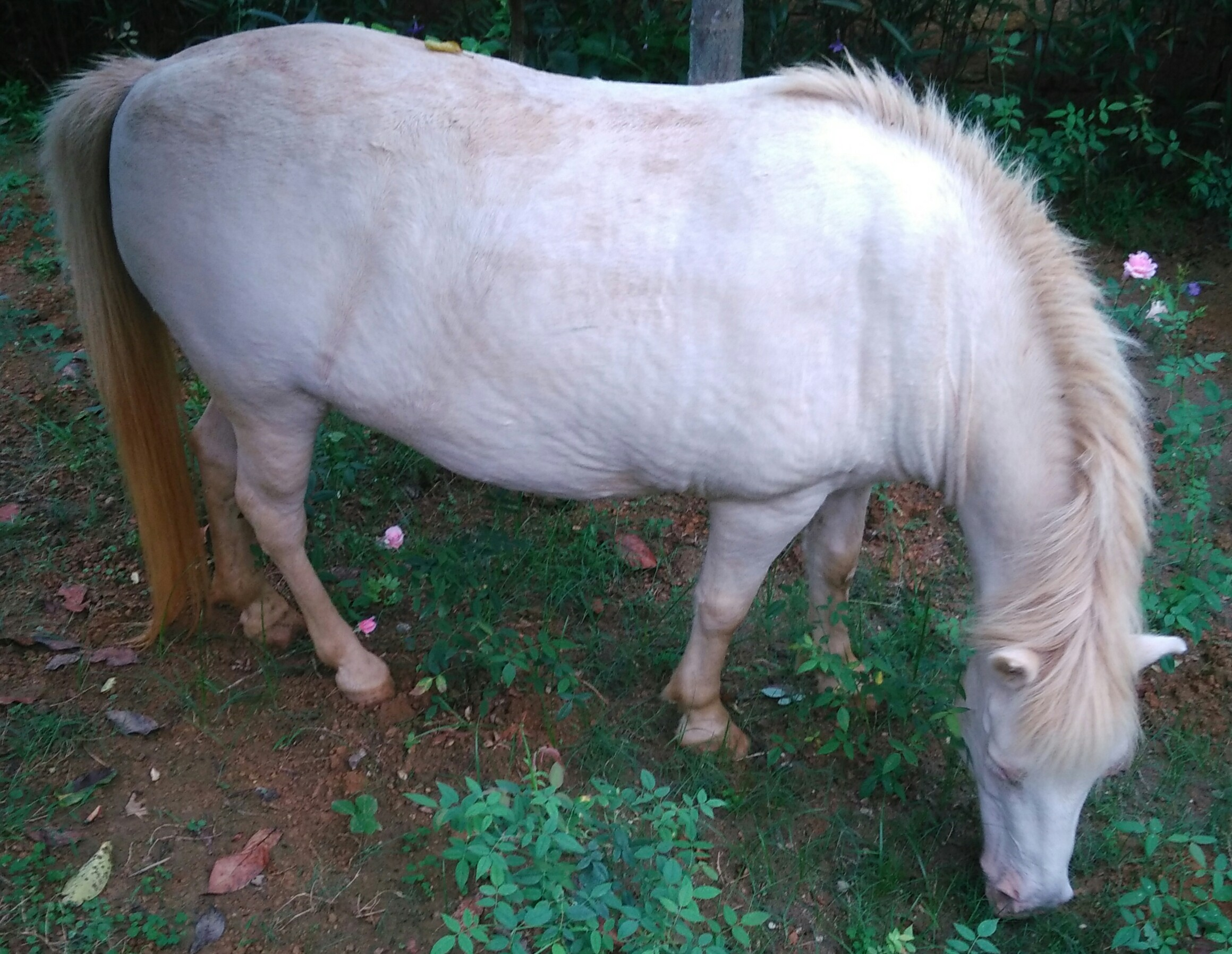
Ngựa bạch Việt Nam có chế độ ăn đa dạng

Ngựa bạch là loài dễ nuôi, không phải lo chuyện ăn uống nhiều. Chúng chịu ăn tất cả các loại cỏ. Tuy quý hiếm chúng ăn tất cả những thứ cây cỏ mà ngựa thường có thể ăn được,  thậm chí ăn được cây chuối như lợn, chuối băm trộn lẫn cám. Là loại đại gia súc sống nhiều ở vùng núi nên chăm sóc chắc cũng không khó, cho ngựa ăn đủ thức ăn gồm rau, cỏ, lá ngô kết hợp với thức ăn tinh như cám gạo, cám ngô. Giống ngựa với bộ lông trắng muốt này ít khi bị dịch bệnh, mùa mưa ăn cỏ, mùa khô thiếu thức ăn thì chúng ngốn cả thân ngô hay vỏ đậu xanh mà vẫn chẳng nề hà, chẳng bị bệnh tật
Việc chăm sóc giống ngựa bạch Việt Nam không quá cầu kỳ, chỉ tốn nhiều thời gian, hàng ngày ngựa ăn cỏ lúc 10h và 17h, đến 14h ăn cám. Hầu hết các loại cây cỏ chúng đều ăn được nên khi ở ngoài đồng hay các triền núi chúng tự đi tìm thức ăn, cứ khoảng 5-7 ngày ngựa nhớ nhà thì tự trở về, lúc đó mới cho chúng ăn thêm ít cám hay hèm bia. Chỉ đến lúc sinh sản, để tăng cường sức đề kháng cho ngựa mẹ và ngựa con mới cần bổ sung thêm một số khoáng chất hay thuốc bổ và thuốc sổ giun cho ngựa, giống ngựa bạch thả rông thường rất khỏe mạnh, chẳng mấy khi mắc bệnh.
Có ngộ nhận về ngựa bạch như buổi trưa ngựa bị quáng gà chẳng nhìn thấy lối đi nhưng thực tế không chỉ nhìn đường, chúng còn phân biệt rõ khóm cỏ nào non, khóm nào già để vục mõm vào ăn Người nuôi ngựa cũng phải nắm rõ tính cách của từng con., có con hiền lành, có con dữ hơn. Một rổ trấu chỉ dành riêng cho một con ngựa bạch to khỏe nhất đàn. Rổ còn lại thì cho các con khác.

## Tình hình

### Phân bố
Ngựa bạch là loại hiện có số lượng rất ít hiện nay, được phân bố rải rác ở một số tỉnh miền núi phía Bắc như Lạng Sơn, Thái Nguyên, Bắc Kạn, Cao Bằng, Bắc Giang, chỉ có khoảng 400–500 con, chiếm 0,3–0,5% trong tổng đàn ngựa hiện nay. Trong nhân dân, ngựa Bạch được coi là tài sản quý của mỗi gia đình. Có 70-80% ngựa tại vùng miền núi là sinh sản tự nhiên. Viện chăn nuôi của Bộ Nông nghiệp điều tra từng công bố số lượng ngựa bạch Việt Nam còn 300 con trong khi Hội Chăn nuôi Việt Nam thì cho rằng còn khoảng 500 con ngựa bạch Trại ngựa trắng Bá Vân là nơi nuôi dưỡng hơn 100 con ngựa bạch thuần chủng đạt tiêu chuẩn được nghiên cứu chăm sóc đặc biệt và nhân giống bảo tồn nguồn gen ngựa quý của Việt Nam
Xã Hữu Kiên thuộc Chi Lăng, Lạng Sơn là địa phương sở hữu nhiều ngựa bạch nhất Việt Nam với trên 130 con trong tổng số chừng 400-500 con ngựa bạch trên toàn quốc. Đặc biệt hơn, đồng bào dân tộc nơi đây còn có những cách chăm ngựa bạch, tạo giống ngựa bạch, nấu cao ngựa bạch. Nghề nuôi ngựa từ lâu rất phát triển ở Hữu Kiên, hiện địa phương này có trên 700 con ngựa, đặc biệt hơn trong đó có khoảng trên 130 con là ngựa bạch. Ở vùng Hữu Kiên có đồi cỏ tốt bời bời, dân cư thưa thớt, nương rẫy ít nên có nghề chăn ngựa dạng cha truyền con nối nhờ sự biệt lập ấy mà đàn ngựa bạch được nuôi dưỡng một cách tự nhiên nhất, tạo nên những chú ngựa bạch hoàn hảo nhất. Và núi đồi hiểm trở lại biến thành địa linh nơi bạch mã tung hoành khi xã Hữu Kiên có những lúc số lượng ngựa bạch lên tới 400 con, chiếm gần 1/3 trong tổng số ngựa nơi đây. Còn vào thời điểm cuối năm 2013 thì số lượng ngựa bạch ở xã Hữu Kiên là 340 con..
Hiện nay, tổng đàn ngựa trên địa bàn tỉnh Bắc Kạn có 2.950 con, trong đó ngựa bạch chiếm gần 20%. Số ngựa bạch cũng không ngừng tăng lên qua các năm, chẳng hạn như xã Vân Tùng, huyện Ngân Sơn có khoảng hơn 10 hộ dân nuôi gần 100 con ngựa; huyện Pác Nặm và Ba Bể cũng có hơn 200 con. Tuy nhiên, đa số giống ngựa bạch được mua từ Cao Bằng, Hà Giang, Lạng Sơn, thậm chí ở Trung Quốc nên nguồn gốc và bệnh dịch khó được kiểm soát, nhiều người dân vẫn chăn nuôi mang tính tự phát, không có kỹ thuật hay kinh nghiệm chăm sóc

### Nguy cơ
Ngựa Bạch chịu kham khổ tốt, có thể phát triển tốt ở các tỉnh miền núi. Ngựa Bạch còn được coi là dược liệu quý hiếm (hay còn gọi là thần dược) dùng vào việc bồi bổ, nâng cao thể lực, chữa trị một số chứng bệnh nan y cho con người. Ngựa bạch được coi là nguồn dược liệu dùng vào việc bồi bổ, nâng cao thể lực, chữa trị một số chứng bệnh nan y cho người. Số lượng ngựa bạch hiện nay không còn nhiều do bị săn tìm để giết thịt, năng suất sinh sản của ngựa cũng đang giảm sút do việc chọn lọc, quản lý đàn ngựa bạch không được chú trọng. Ngựa bạch đã có cao trào đua nhau nuôi vì có lợi hơn hẳn ngựa thường, và ngựa thường nuôi có lợi hơn nuôi Trâu. Đến năm 2023, giá ngựa bạch đã lên tới đỉnh điểm, ngựa hơi 25 nghìn đồng một ký. Đến nay, giữa năm 2025, giá ngựa bạch hơi đã xuống đến 180 nghìn đồng một ký. Tuy thế, nuôi nó vẫn có lợi hơn nuôi Trâu và Bò, vì giá trâu bò hơi vẫn ở dưới 100 nghìn đồng một ký. 

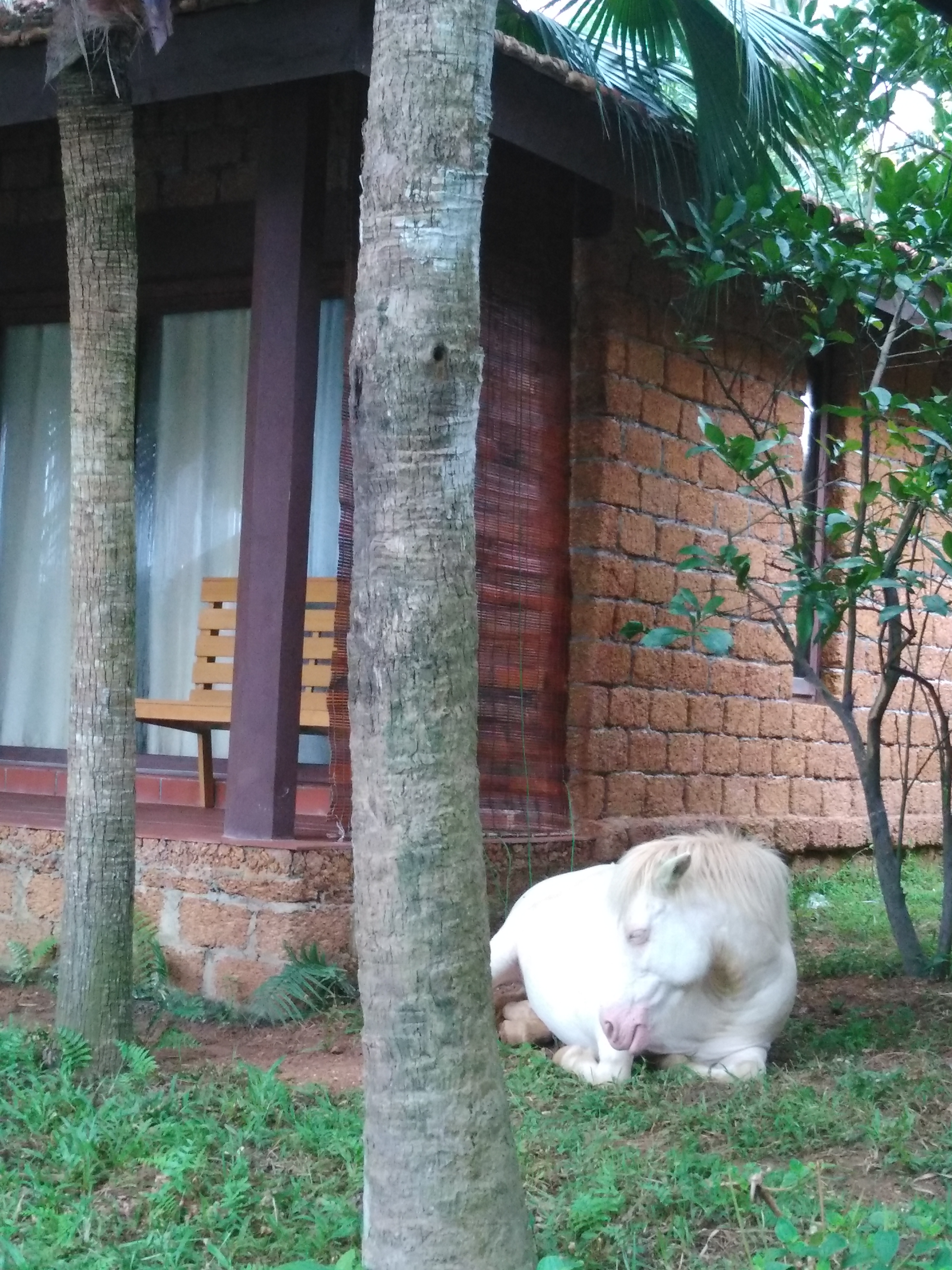
Một con ngựa bạch đang được nuôi bảo tôn

Theo Hiệp hội Thú y Việt Nam, hiện nay Hội Thú Y Việt Nam đã cùng với Trại ngựa Bá Vân hợp tác duy trì nòi giống, tỉ lệ đẻ của ngựa bạch chỉ khoảng 20-25% tổng cái sinh sản. Hội Thú Y Việt Nam đã xây dựng một cơ sở chăn nuôi tại xã Yên Mỹ - Thanh Trì – Hà Nội đang nuôi 40-50 con ngựa bạch nhằm giữ giống và phát triển phục vụ cộng đồng. Những con không đẻ được, sẽ được nấu cao. Hiện nay có một số hộ dân ở các tỉnh cũng biết chăn nuôi ngựa bạch. Trong đó, ở làng Phẩm xã Dương Thành - Phú Bình có những hộ đã thành công trong việc nhân giống ngựa bạch với hơn 200 ngựa.
Những năm gần đây, để bảo tồn gen giống ngựa bạch đã có hai trại nuôi ngựa bạch là dự án Bá Vân tại thị xã Sông Công, tỉnh Thái Nguyên (15 cá thể) và dự án tại xã Hữu Kiên, huyện Chi Lăng, tỉnh Lạng Sơn (50 cá thể). Hai trung tâm này đang tích cực gây giống và bảo tồn ngựa bạch bằng phương pháp lai tạo với giống ngựa bạch Tây Tạng. Ở Việt Nam, hoạt động kinh doanh, chế biến các sản phẩm ngựa bạch trong đó có cao ngựa bạch chưa được siết chặt quản lý. Cần đưa nghề nuôi ngựa bạch và chế biến ngựa bạch vào khuôn khổ để đẩy mạnh phát triển kinh tế quốc dân. Khả năng số đầu ngựa bạch sẽ không tăng nhanh vi số người mê muội tin vào thứ thần dược trị bách bệnh cao ngựa bạch  ngày càng sút giảm.

### Lai tạo
Trước đây, do có giá trị kinh tế cao nên ngựa bạch không được lai tạo với bất kỳ giống ngựa nào khác Ngày nay, do nhu cầu thị trường mà việc lai tạo đã phổ biến hơn. Theo định luật Men đen, và ta đã biết ngựa bạch có đôi nhiễm sắc thể đều mang gene Cr là gene có tác động làm màu lông ngựa nhạt đi, nên có 3 cách lai tạo đẻ ra ngựa bạch. Cách thứ nhất là cả bố và mẹ đều là ngựa bạch, mỗi trứng mỗi tinh trùng có gene Cr. Con sẽ có cặp gene Cr, một từ ngựa mẹ, một từ ngựa bố. Cách thứ hai là ngựa Bạch nhảy ngựa Đạm (dân gian gọi là Hạc hay Hởi). Ngựa Bạch thì cho ra trứng và tinh trùng có gene Cr, nhưng ngựa Đạm cho ra 2 loại trứng và 2 loại tinh trùng. Một loại trứng và tinh trùng có gene bạch, nhưng một loại trứng và tinh trùng không có gene bạch. Kết quả xác suất của 4 lần phối giống là 2 bạch, 2 đạm. Cách thứ ba là ngựa Đạm nhảy ngựa đạm. Kết quả xác suất của 4 lần phối giống là 1 bạch, 2 đạm, và 1 màu.
Một thời cao ngựa được săn lùng ráo riết nhưng ngựa bạch đực lại vô cùng khan hiếm vì ít người nuôi. Đã có lúc tìm cả xã chỉ được vài chú ngựa bạch đực trưởng thành, còn lại thì toàn ngựa cái. Tình trạng mất cân bằng giới tính như vậy đã dẫn tới việc để chắc đẻ ra ngựa bạch, chủ ngựa cái phải đặt gạch ở những nhà có ngựa bạch đực đến cả tháng Cũng xảy ra chuyện ngựa cái bị lỡ lứa, phải đầu năm sau mới phối được giống.
Người ta cũng lai giống ngựa bạch Việt Nam với giống ngựa bạch Tây Tạng, do đặc thù ngựa bạch Việt Nam nhỏ nên trang trại đã nuôi thêm ngựa Tây Tạng để cải tạo nhân giống. Ngựa bạch Tây Tạng trưởng thành có thể nặng đến 350 kg, gấp đôi ngựa bạch Cao Bằng của Việt Nam. Một con ngựa Tây Tạng trưởng thành có thể nấu được 7 kg cao trong khi ngựa bạch Cao Bằng chỉ nấu được 3,5 kg. Ngựa bạch Tây Tạng có giá cả trăm triệu đồng một con. Với những con ngựa bạch trưởng thành nặng trên 300 kg,vào thời điểm năm 2013 có giá khoảng 200 triệu/con. Do quen sống ở xứ lạnh như vùng cao nguyên Tây Tạng nên giống ngựa bạch này về Việt Nam gặp thời tiết nóng của mùa hè là rất dễ chết.

### Chăn nuôi

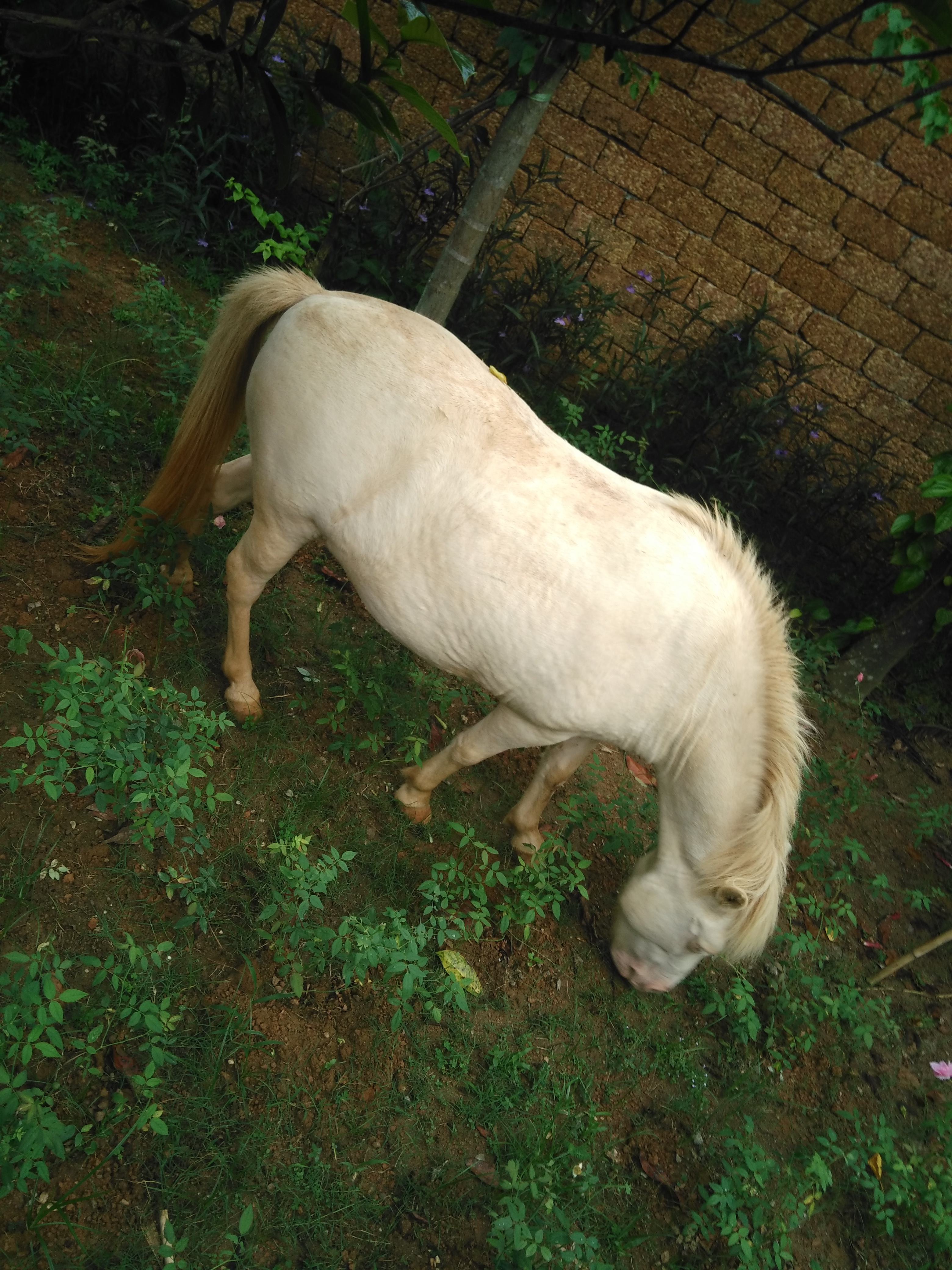
Ngựa bạch Việt Nam đang kiếm ăn

So với giống ngựa thông thường, ngựa bạch được người mua ưa chuộng hơn, đặc biệt trong vài năm trở lại đây, giống ngựa bạch chiếm số lượng nhiều hơn hẳn trong tổng đàn, nhiều người chọn mua ngựa bạch phần vì ngựa bạch đẹp mã hơn. Việc chăm sóc giống ngựa này cũng rất nhàn, người nuôi không cần phải chăn hằng ngày như trâu, bò, mà thả chúng đi rông tự nhiên. Vào mùa đông lạnh thì hạn chế tắm và thả rông. Ngựa nuôi 10 tháng là trưởng thành, nuôi thêm 1 năm có thể sinh sản. So với các loài vật nuôi truyền thống khác, việc nuôi ngựa bạch không đòi hỏi quá cao về kỹ thuật, vừa tận dụng được diện tích chăn thả và nguồn thức ăn tự nhiên, vừa mang lại hiệu quả kinh tế cao hơn hẳn, số vốn đầu tư ban đầu để nuôi ngựa bạch không nhiều, quá trình nuôi hoàn toàn có thể tận dụng các loại thức ăn tự nhiên sẵn có như cỏ, lá ngô kết hợp với ngô hạt hoặc thóc xay
Có cách nuôi ngựa kì lạ của người dân xứ Lạng với cách chăn thả và nuôi nhốt rất cẩn thận của chủ trại bởi giá một chú ngựa bạch rất cao nhưng ngựa bạch ở xã Hữu Kiên, Chi Lăng, Lạng Sơn người dân lại có một cách nuôi lạ. Người nuôi ngựa nơi đây để cho chú ngựa của mình tự phát triển ở nơi đồi núi, nếu nói ngựa bạch ở nơi đây là ngựa hoang, ngựa ở nơi đây được nuôi từ rất nhiều năm trước và ngựa bạch được chuộng nhân giống vì có giá thành cao. Ở đây ngựa tự đi kiếm cái ăn, chúng có thể đi cả tuần, cả tháng mới trở về nhà. Vào mùa gặt thì mới phải chăn thả cẩn thận hơn, không hiếm trường hợp trong khi lang thang ở các khu đồi núi, ngựa bị ngã hay trượt chân xuống hố, nếu có người phát hiện sớm thì cứu được nhưng cũng có khi là bỏ mạng vì chấn thương, những chú ngựa ở nơi này tự quyết định mạng sống của mình ở vùng đồi núi hoang vu này

### Thị trường
Ngựa bạch là giống ngựa quý hiếm, có thể dùng thịt và xương để làm thuốc chữa bệnh, giá của một con ngựa bạch giống bình thường dao động từ 20 đến 25 triệu đồng, đối với ngựa trưởng thành có thể bán ra thị trường với giá khoảng 50 đến 70 triệu đồng/con. Giá cao ngựa bạch thị trường hiện là trên 1 triệu đồng/lạng. Trước đây giá trị một con ngựa bạch chỉ ngang ngựa thường vì người ta không biết nấu cao cũng chẳng dám ăn thịt chúng mà chỉ sử dụng để thồ hàng. Giờ cao ngựa bạch được ưa, người dân mới gây thêm giống cho đàn ngựa bạch trở nên đông đúc. Cứ mỗi một năm rưỡi, mỗi chú ngựa cái lại cho ra một lứa ngựa bạch mới có giá trị rất cao.
Mỗi chú ngựa bạch được dân buôn thu mua từ 40-50 triệu tùy theo độ tuổi, cân nặng, có những lái buôn vào tận nơi để ra giá cho đàn ngựa. Một con ngựa bạch mới tách mẹ hiện có giá từ 20-22 triệu đồng/con, ngựa được 1-2 năm tuổi giá từ 25-30 triệu. Nuôi vỗ béo thu lãi từ 1,5-2 triệu đồng/con/tháng. Ngày càng có nhiều người tìm mua ngựa bạch để làm thuốc chữa bệnh nên giá ngựa đã tăng 4-5 lần so với năm 2004. Một con ngựa bạch mới tách mẹ hiện có giá từ 20-22 triệu đồng/con, ngựa được 1-2 năm tuổi giá từ 25-30 triệu. Nuôi vỗ béo sau 4-5 tháng là bán theo mức 500 nghìn đồng/kg ngựa hơi. Trung bình thu lãi từ 1,5-2 triệu đồng/con/tháng. Hiện ngựa bạch giống dao động từ 20 - 25 triệu đồng/con.
Nhiều năm trở lại đây, ở các huyện vùng cao của tỉnh Bắc Kạn như Pác Nặm, Ba Bể, Na Rì, Ngân Sơn đã xuất hiện ngày càng nhiều mô hình nuôi ngựa bạch cho hiệu quả kinh tế cao, giống ngựa này ít bệnh tật, không mất nhiều công chăm sóc do nguồn thức ăn dồi dào vì có thể lấy trong rừng hay trồng ở vườn nhà. Trước đây ngựa bạch phần lớn được nhập về từ Trung Quốc, người dân địa phương chỉ nuôi thương phẩm để nấu cao hay trung chuyển, buôn bán với các địa phương khác. 
Tại xã Ngọc Lý, Thái Nguyên giá ngựa bạch được bán theo nhu cầu thị trường. Tức là khi ngựa bạch ở mức bình thường thì dao động từ 50–60 triệu đồng/con đực, 30–40 triệu đồng/con cái. Nhưng khi ngựa bạch đã khan hiếm thì giá trị có thể lên tới 80 triệu đồng/con không kể là cái hay đực
Một số hộ ở Việt Yên (Bắc Giang) mạnh dạn chọn nuôi ngựa bạch, loài gia súc quý hiếm và đang rất có giá trên thị trường như thôn Kim Sơn, xã Thượng Lan (Việt Yên), mô hình nuôi ngựa bạch được nhân rộng ở thôn Kim Sơn. Hai năm nay, thôn có khoảng 40 hộ thường xuyên nuôi ngựa bạch với đàn ngựa 60-70 con, tổng số tiền mua ngựa giống 1,2-1,5 tỷ đồng, nhiều khách hàng từ Hải Dương, Quảng Ninh, Hà Nội đã tìm đến Kim Sơn mua ngựa. Cùng với Kim Sơn, mô hình nuôi ngựa bạch đã xuất hiện ở thôn Ba, xã Việt Tiến (Việt Yên). Quy mô đàn ngựa tại đây dao động từ 50-60 con. Một số hộ có vốn lớn đã nuôi tới 8-10 con/lứa. Nuôi ngựa bạch chủ yếu sử dụng những phụ phẩm nông nghiệp nên rất phù hợp với người dân nông thôn
Ở Khuôn Kén, mỗi hộ, chỉ cần đầu tư từ 10-15 triệu đồng là có thể mua được một con ngựa giống non khoảng 5 tháng tuổi, chăm sóc tốt, sau 3 năm là ngựa cái bắt đầu sinh sản, trung bình ngựa cái sẽ đẻ một con/năm. Ngựa con 5 tháng tuổi là có thể xuất bán giống, nếu nuôi đến khi trưởng thành thì giá trị từ 40 - 45 triệu đồng/con, ngựa đực thì sẽ có giá trị kinh tế cao hơn, trung bình vào khoảng 50 - 60 triệu đồng/con. So với nuôi ngựa thịt hay nuôi trâu, bò thì việc nuôi ngựa bạch khá dễ mà lại yên tâm về đầu ra của sản phẩm, nuôi sáu con ngựa bạch với giá trị gần 200 triệu đồng.

### Cao ngựa
Cách phân biệt cao ngựa bạch thật giả qua nhận biết màu cánh gián (sẫm hay nhạt là do cách nấu của từng cơ sở), mặt hơi mịn, hơi bóng, cao càng khô độ bóng sẽ giảm. Cao giả là miếng cao trong suốt thì thành phần chủ yếu là sáp ong còn loại cao có nhiều hạt trắng là do người nấu chạy theo lợi nhuận nghiền bã xương đã nấu trộn vào. Thị trường Việt Nam hiện nay có rất nhiều loại cao xương ngựa không rõ nguồn gốc, không nhãn mác và không có hạn sử dụng. Bản chất của cao xương ngựa chỉ là một loại thực phẩm chức năng So với các địa phương khác thì cao ngựa Bắc Giang được đánh giá cao hơn cả về chất lượng. Hiện nay, cao ngựa Bắc Giang đã được khách hàng trong và ngoài nước tín nhiệm.